# Wyrok (film 1961)
Wyrok – polski film psychologiczny z 1961 roku na podstawie opowiadania Jerzego Przeździeckiego Jeszcze jeden do kochania.

## Obsada aktorska
- Grzegorz Roman - Adaś Celarski
- Lidia Korsakówna - Zofia Celarska, matka Adasia
- Hanna Zembrzuska - żona Opary
- Wieńczysław Gliński - redaktor Henryk Opara
- Józef Nowak - Alfred Zarębski, partner Celarskiej
- Szczepan Baczyński - doktor Ścisłowski, sąsiad Celarskiej
- Jadwiga Chojnacka - Aniela Kowalska, sąsiadka Celarskiej
- Mieczysław Czechowicz - sierżant MO
- Bronisław Dardziński - Józef Kozubski, gospodarz bloku Celarskiej
- Kazimierz Dejunowicz - Marceli Adamski, nowy przewodniczący komitetu blokowego
- Edward Kowalczyk - Stefan Kołodziejczyk, przewodniczący komitatu blokowego

## Fabuła
Dziennikarz Opara spotyka Adama Celarskiego. Jego matka jest alkoholiczką, żyje z konkubentem. Redaktor chce go adoptować i zająć się nim razem z żoną. Matka zgadza się na adopcję za odpowiednie pieniądze. Namawia ją do tego Zarębski, jej kochanek. On w końcu fałszuje jej zgodę, odbiera za nią pieniądze i ucieka. O losie Adasia decyduje sąd.